# Покаја ди Сопра (Арецо)
Покаја ди Сопра је насеље у Италији у округу Арецо, региону Тоскана.
Према процени из 2011. у насељу је живело 54 становника. Насеље се налази на надморској висини од 322 м.